# Capo Testa

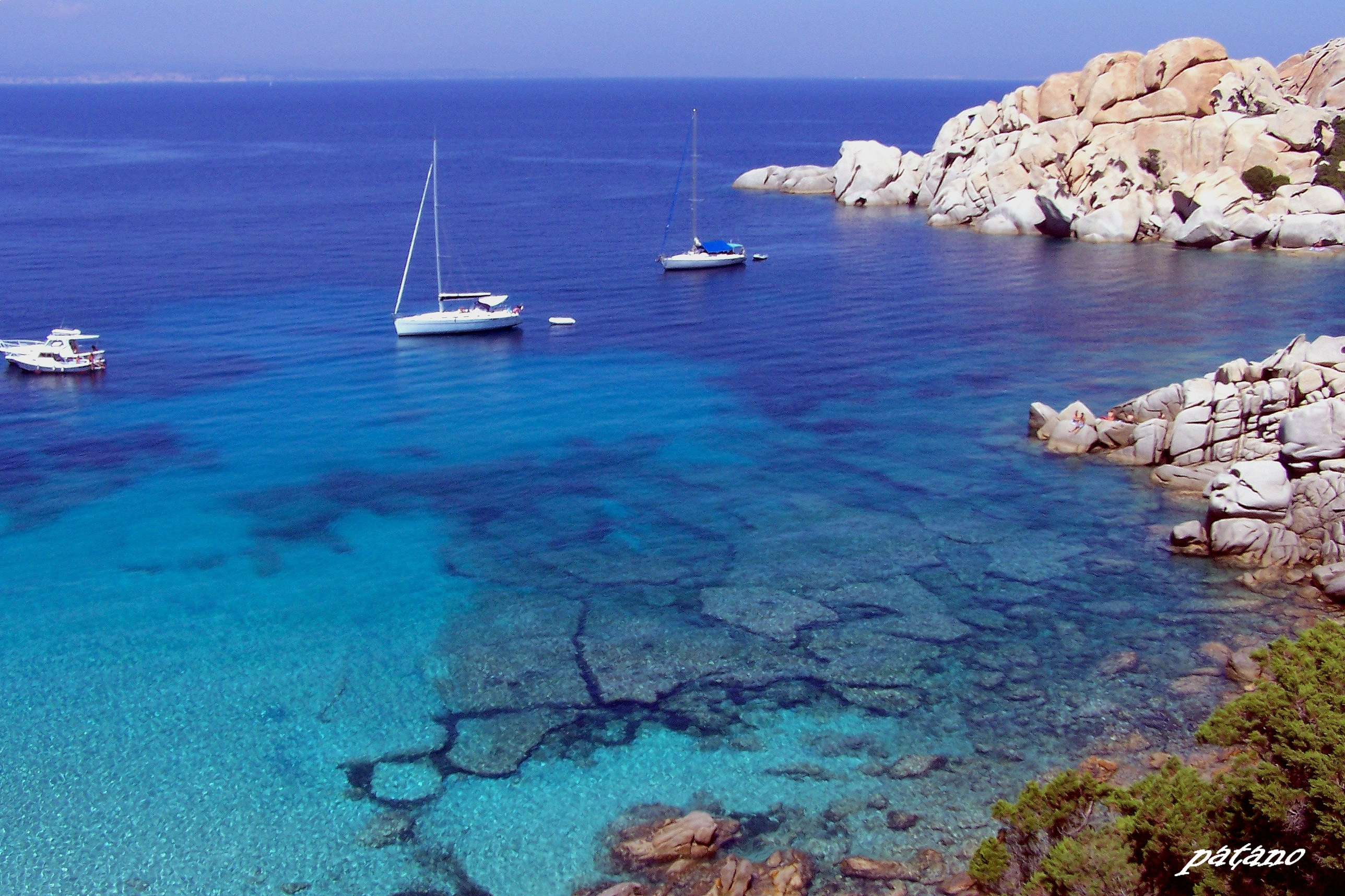
Il mare di Capo Testa

Capo Testa (in gallurese e corso Capu Testa) è una piccola penisola situata nel nord della Sardegna, a pochi chilometri da Santa Teresa di Gallura.
Si affaccia sulle Bocche di Bonifacio ed è collegata alla terraferma da uno stretto istmo, lungo il quale si estendono due spiagge. Il promontorio è costituito dalle tipiche rocce granitiche galluresi erose dal vento ed ha un perimetro di circa dieci chilometri.
Capo Testa era utilizzata al tempo dei romani sia per la posizione strategica sia per approvvigionarsi del granito presente che veniva estratto e trasportato a Roma.
Dagli inizi degli anni settanta Capo Testa ha iniziato il suo sviluppo turistico ed è considerata una dei siti più belli ed apprezzati della Gallura e dell'intera Sardegna.
Capo Testa è un sito di interesse comunitario (S.I.C.), istituito ai sensi della Direttiva Comunitaria Habitat ed inserito nel sistema di aree dedicate alla conservazione delle biodiversità, appartenenti alla "Rete ecologica Natura 2000".
Sul promontorio di Capo Testa è presente un faro di fondamentale importanza per la navigazione nel tratto di mare delle Bocche di Bonifacio. A fianco al nuovo faro vi sono le infrastrutture che costituiscono il vecchio faro. Tali infrastrutture, visitabili, costituiscono un punto di osservazione fantastico sulle scogliere sottostanti e sulla Corsica.
Le spiagge riparate vengono utilizzate per il nuoto da parte dei turisti fra cui la celeberrima Valle della Luna.
Da Capo Testa sono ben visibili le Isole di Lavezzi e capo Pertusato nell'estremità meridionale della Corsica.

## Le cave romane

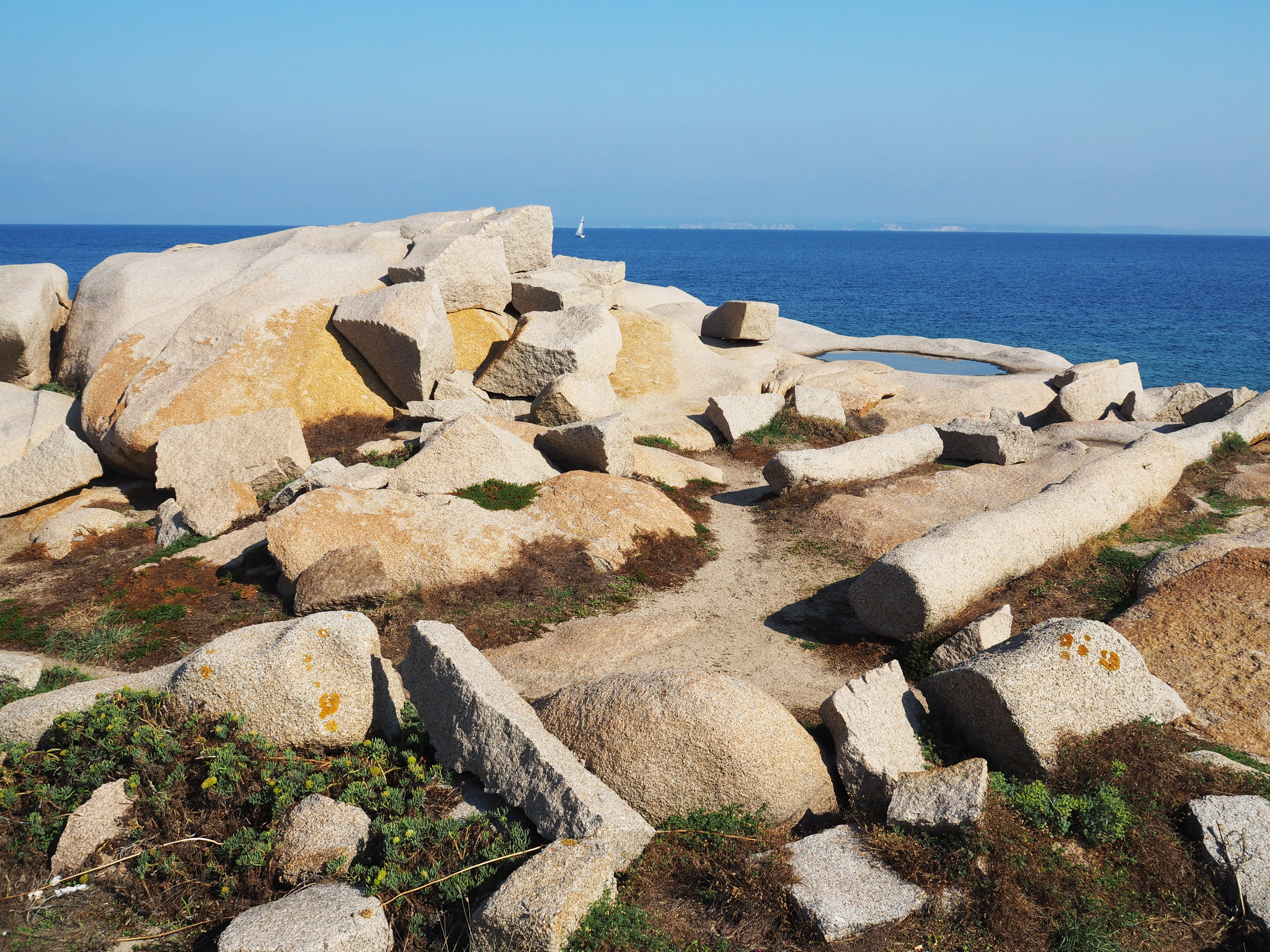
Cave di Capo Testa

Le cave di Capo Testa erano inserite in un sistema di produzione e trasporto di granito più ampio che le vedeva unite a quelle della penisola di Municca, Punta Falcone e gli isolotti della Marmorata nell'attività romana economicamente più rilevante nella zona.
La frequentazione romana di Capo Testa sembra essere avvenuta in due tempi: una prima fase compresa tra il I secolo a.C. e il I secolo d.C. e una seconda, in età imperiale avanzata, tra il II e il IV secolo. Non vi era un vero e proprio centro abitativo ma più agglomerati di piccole dimensioni. Fonti ottocentesche accennano alla presenza di resti di ville con colonne delle quali oggi, non sembra esserci traccia.
Rimangono invece due necropoli, comprendenti sepolture di diverso tipo.
L'attività estrattiva e lavorativa del granito avveniva lungo il litorale, quanto più vicino all'acqua in modo da poter caricare i manufatti sulle navi con la massima produttività. Sono ancora chiaramente visibili i tagli "a gradoni" nelle scogliere e si trovano, sparsi, enormi massi semilavorati.
Le colonne del Pantheon di Roma sono costruite probabilmente con il granito di Capo Testa.
Le cave di Capo Testa furono sfruttate anche in epoca medioevale: nel 1162, un operaio pisano, chiamato Cioneto, vi estrasse, per volontà del giudice Costantino da Lacon delle colonne che servirono per la costruzione del Duomo e del battistero di Pisa.
Gli ultimi utilizzi delle cave risalgono ai primi del Novecento, con un tentativo di sfruttamento di una porzione situata nella Cala di L'Ea, che alimentò una serie di diatribe che sfociarono addirittura in fatti di sangue.

## Galleria d'immagini

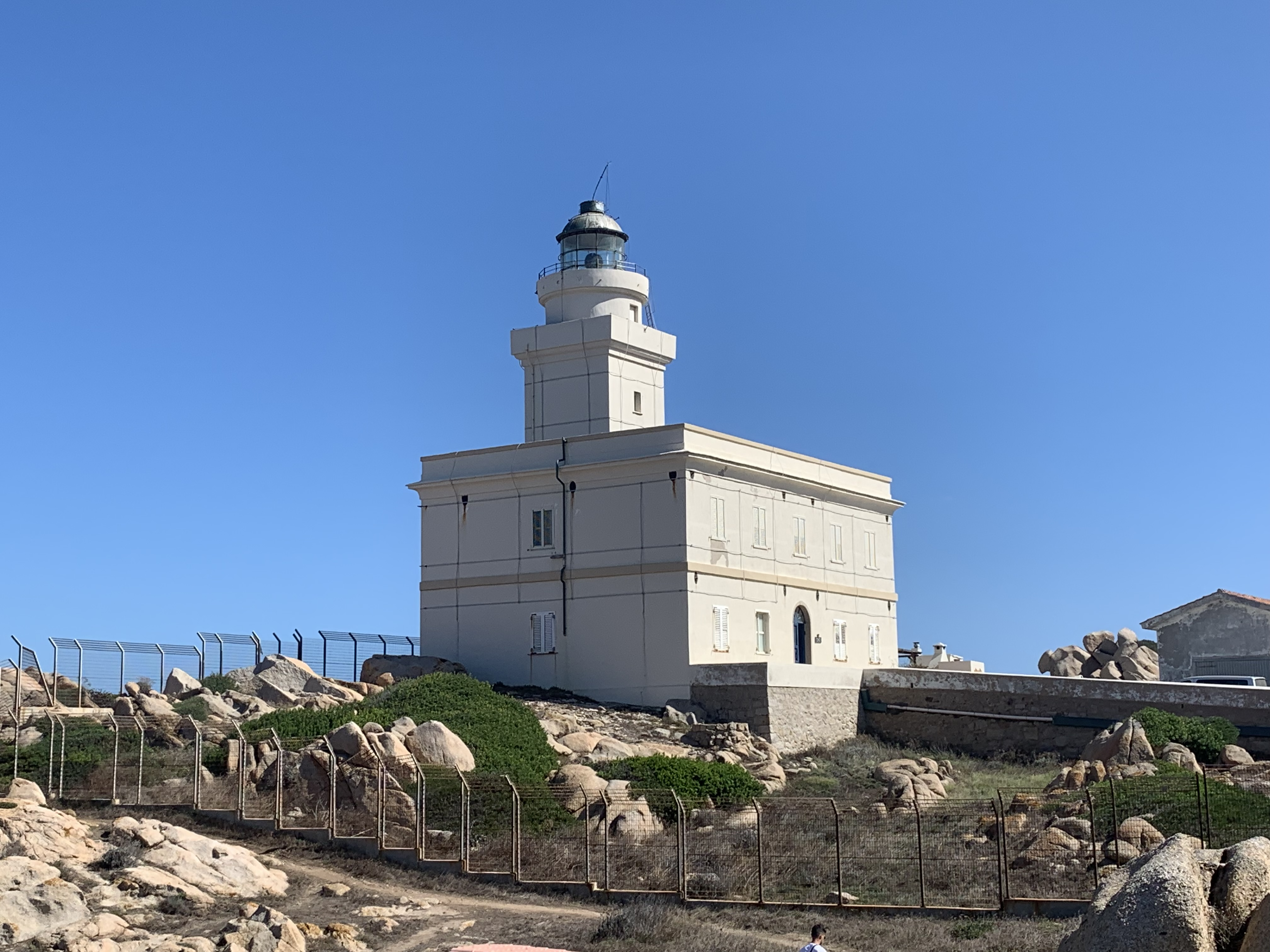
Faro
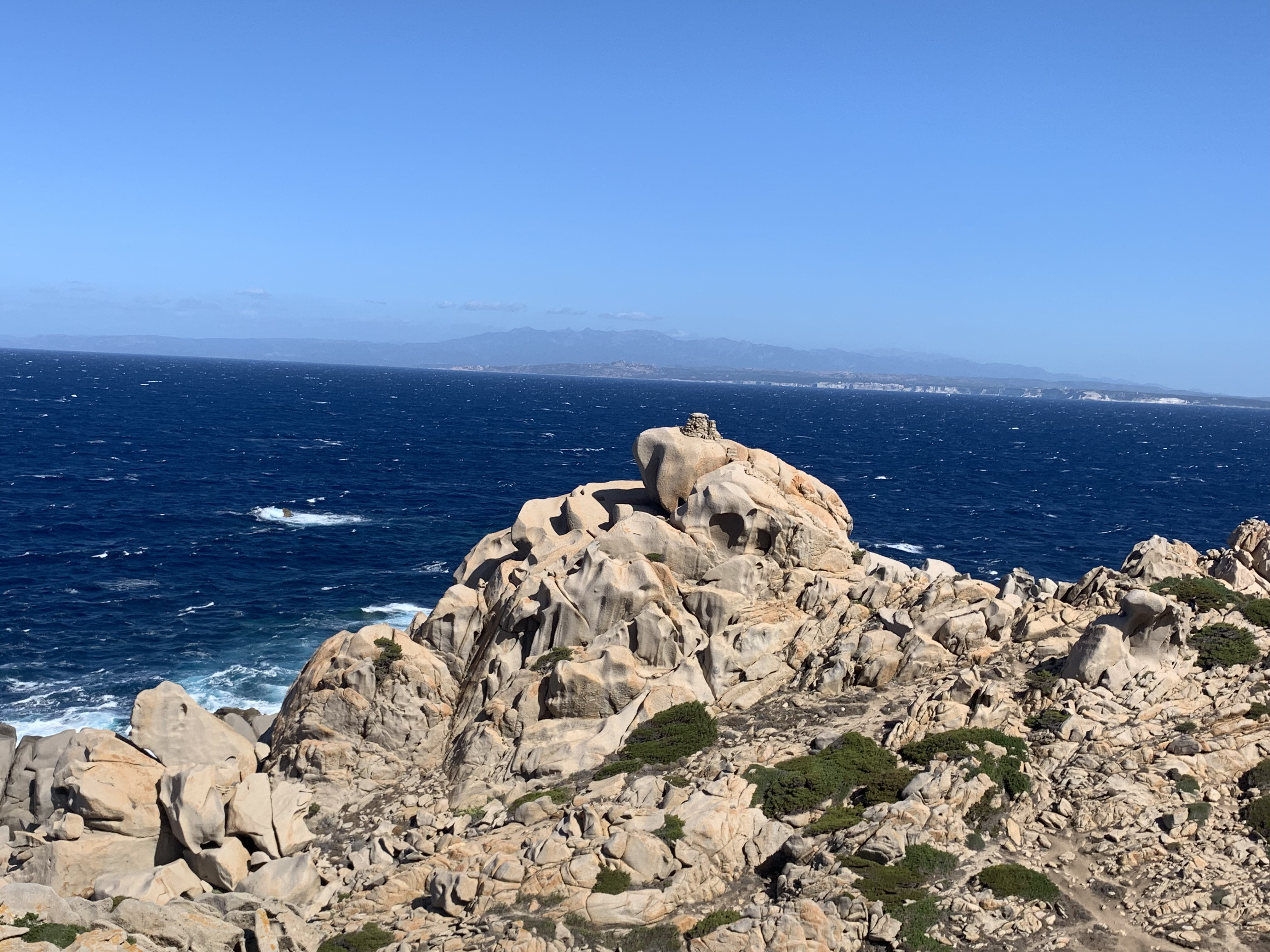
Rocce
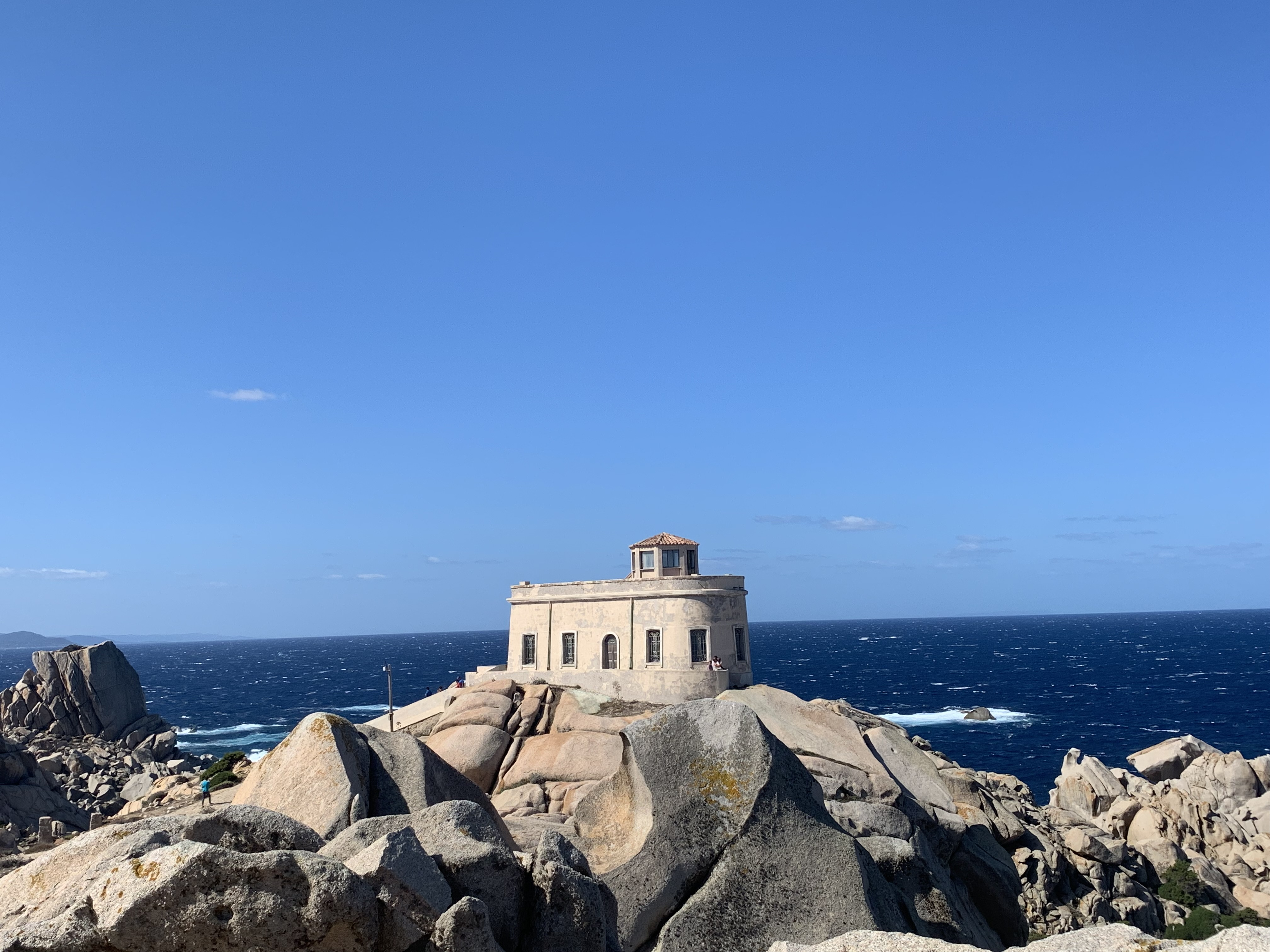
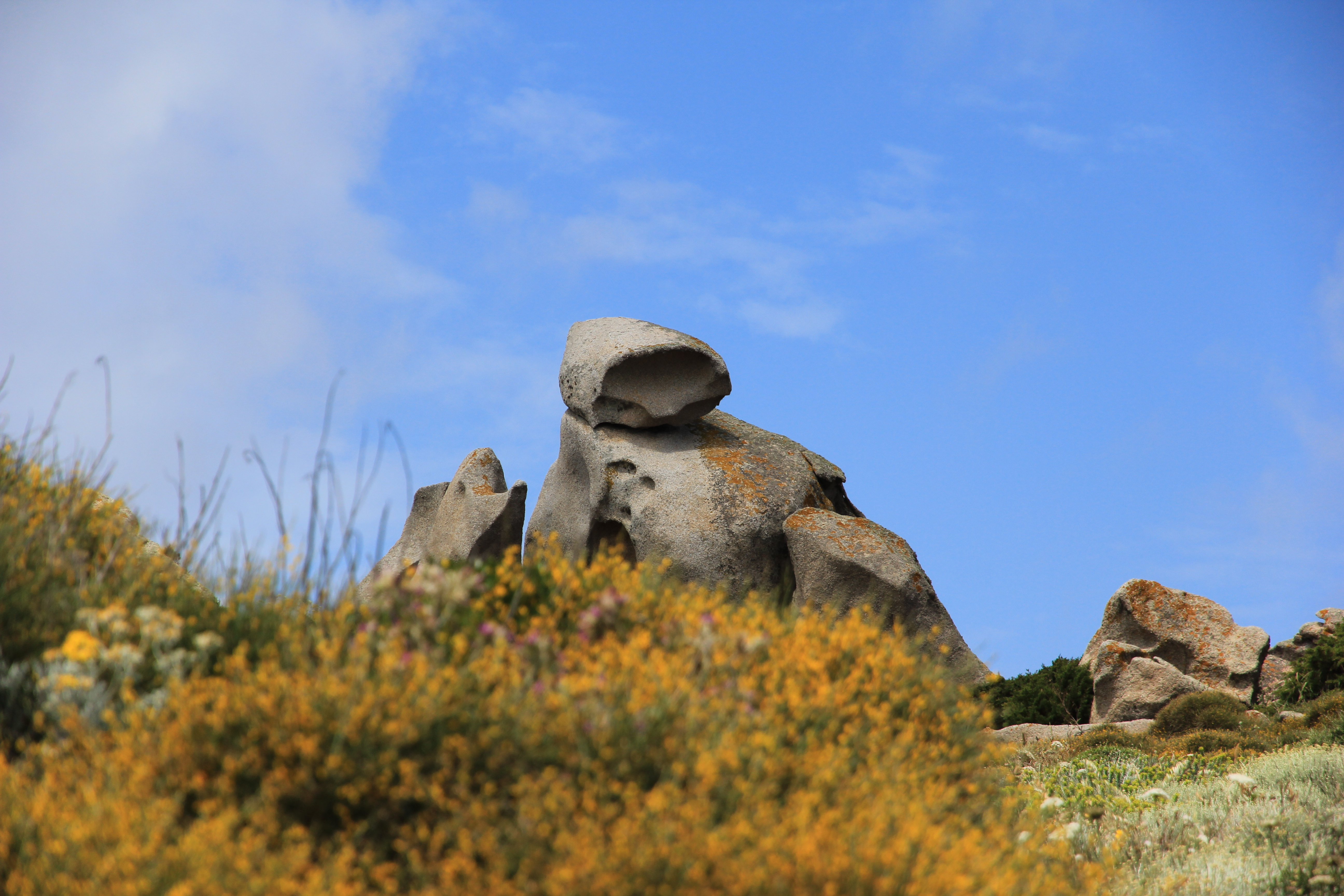
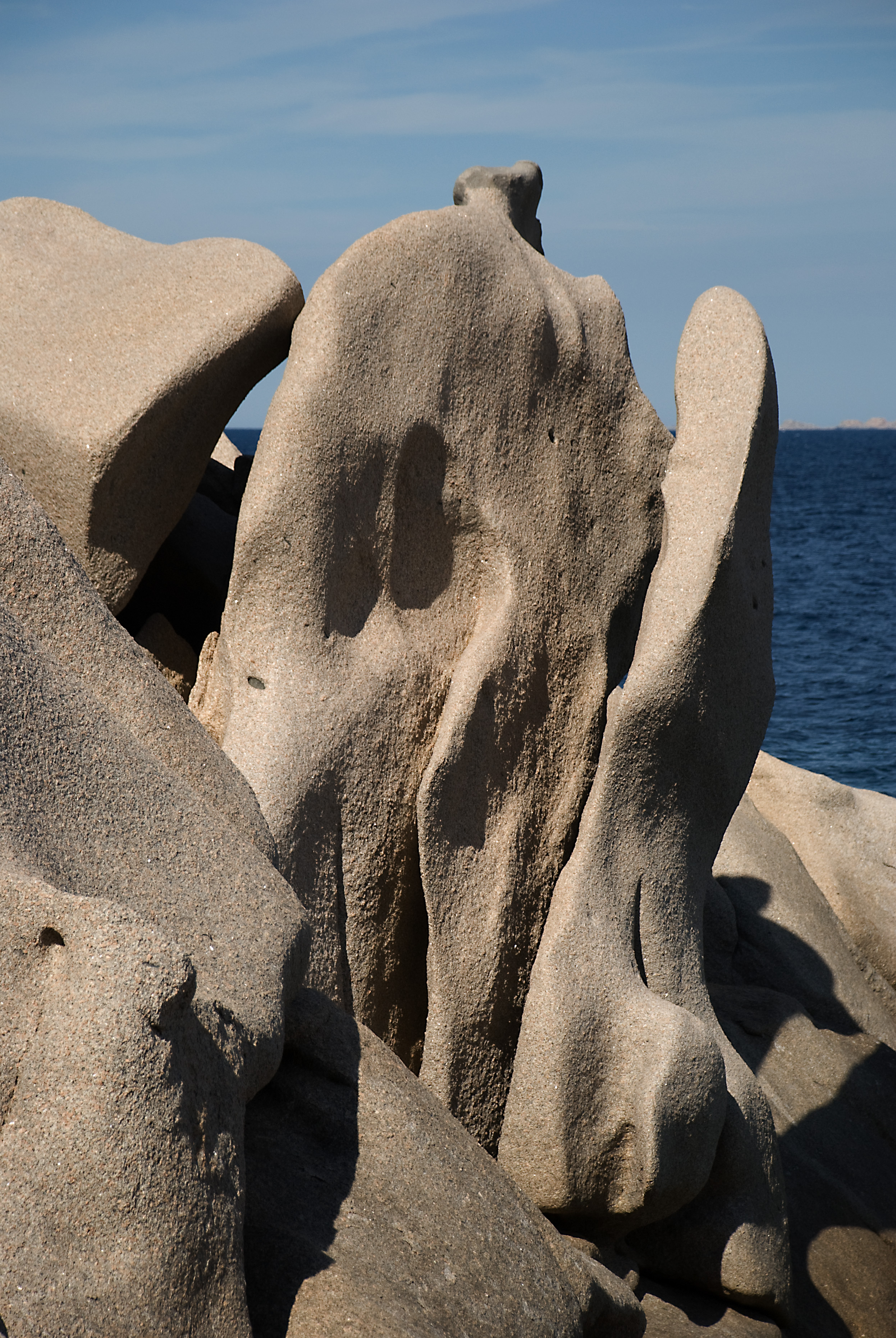
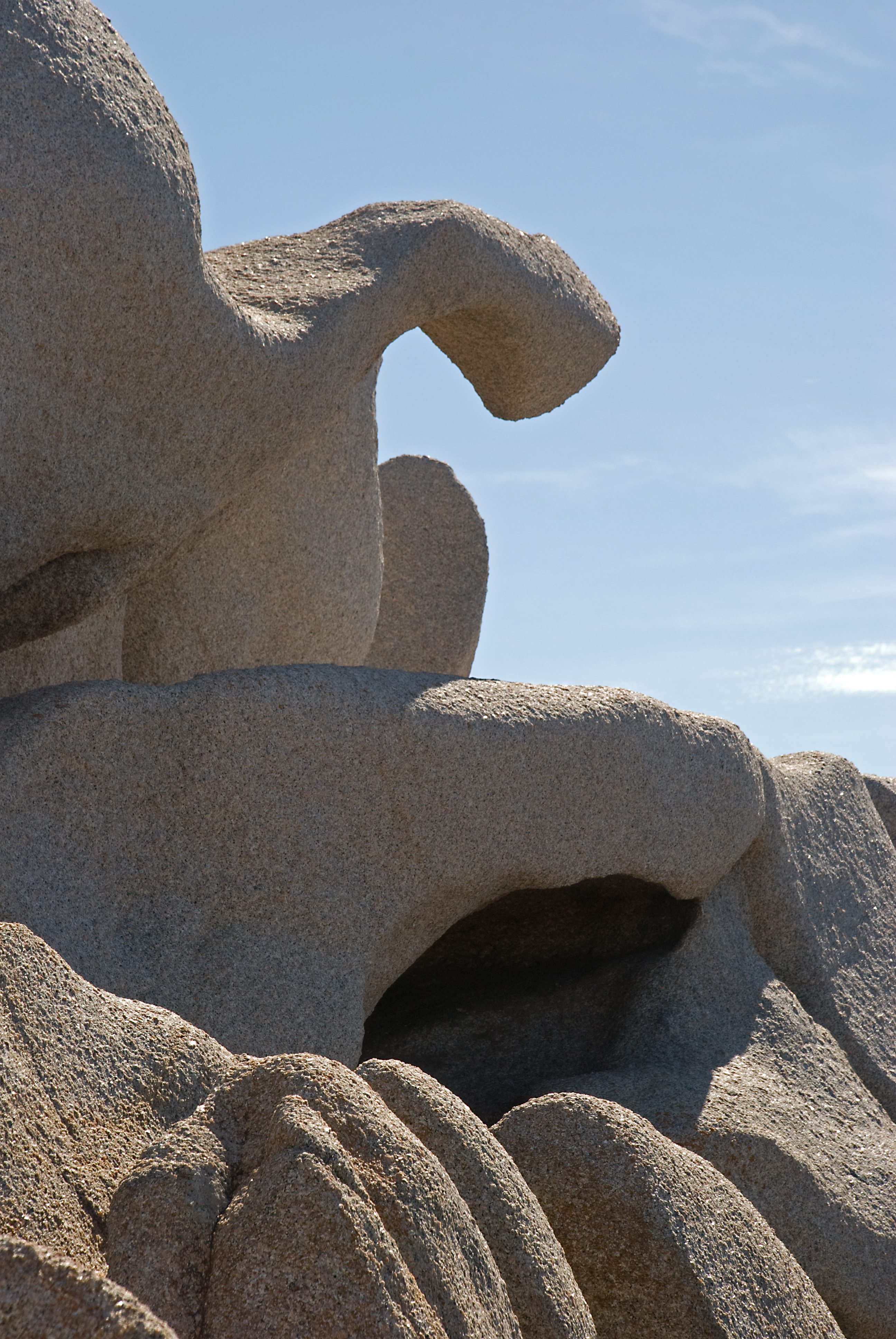
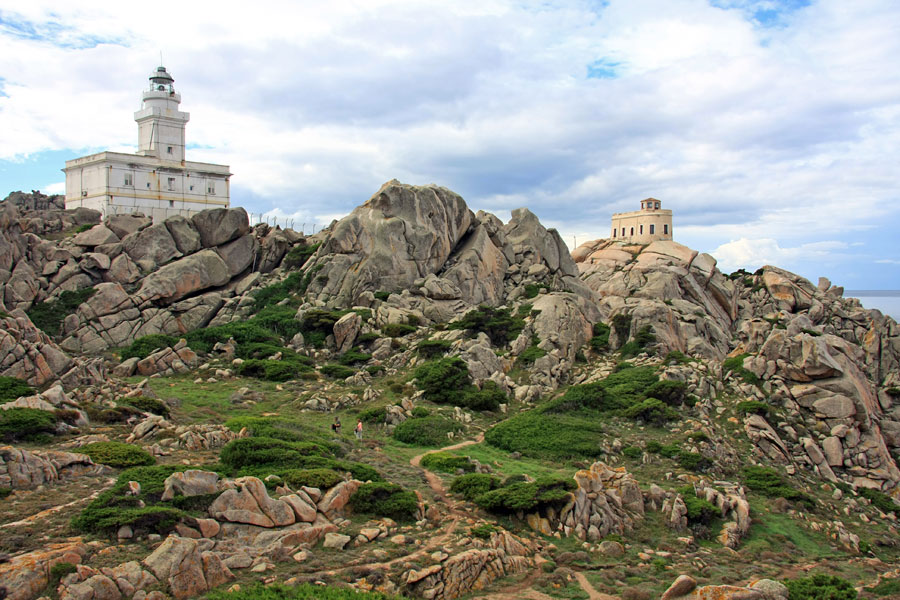
Veduta di Capo Testa con il faro